# ScienceBlogs
Die ScienceBlogs sind drei populärwissenschaftliche Blog-Portale in englischer, deutscher und portugiesischer Sprache.
Das englischsprachige Portal existierte von 2006 bis 2017. Es wurde von der Seed Media Group erstellt, um das öffentliche Verständnis für Wissenschaft zu verbessern. Nach eigenen Angaben zählte ScienceBlogs.com 2010 monatlich 2,5 Mio. Besucher.
Seit 2008 gibt es eine deutschsprachige Ausgabe, die im Oktober 2018 43 Blogs beherbergte. Sie wurde zuerst von Hubert Burda Media, seit Mitte 2009 von Glam Media, seit Anfang 2011 von National Geographic und seit Februar 2014 von der Konradin Mediengruppe betrieben.
Seit 2009 gibt es auch eine brasilianische Ausgabe in portugiesischer Sprache.
Zu den Autoren zählen hauptsächlich Wissenschaftler von Universitäten und Forschungsinstitutionen; darunter Doktoranden, Post-Docs und Professoren. In der Vergangenheit führten auch einige Wissenschaftsjournalisten eigenständige Weblogs innerhalb des Portals. Die Autoren unterliegen nicht der redaktionellen Kontrolle. ScienceBlogs.de hat 2008 den zweiten Platz bei den Best of Blogs Awards (BoBs) in der Kategorie Best Weblog German gewonnen. 2012 gewann der ScienceBlogs-Autor Florian Freistetter den Deutschen IQ-Preis von Mensa in Deutschland.

## Rubriken
In den ScienceBlogs.de finden sich Beiträge zu den Themen Naturwissenschaften, Medizin, Kultur, Politik, Geistes- und Sozialwissenschaften, Umwelt und Technik.